# Katinac
Katinac je naselje u Republici Hrvatskoj, u sastavu općine Đulovac, Bjelovarsko-bilogorska županija.

## Zemljopis
Smješteno je podno sjeverozapadnih obronaka Papuka, upravo na onom mjestu gdje završava Bilogora i prelazi na istoku u vrleti Papuka. U nizini, koja je na sjeveru omeđena Bilogorom, a na jugu obroncima slavonske planine, protječe rijeka Ilova, a tik kroz selo potok Krivaja i Šandrovac, inače pritoci Ilove.  Selo se nalazi na 219 metara nadmorske visine, i udaljeno je zračnom linijom od Daruvara 16 km, te 2 km od mjesta Đulovac.

## Stanovništvo
Prema popisu stanovništva iz 2001. godine, naselje je imalo 166 stanovnika te 40 obiteljskih kućanstava.
| broj stanovnika | 131   |       | 216   | 248   | 309   | 345   | 326   | 344   | 268   | 243   | 266   | 230   | 174   | 156   | 166   | 115   | 101   |
|                 | 1857. | 1869. | 1880. | 1890. | 1900. | 1910. | 1921. | 1931. | 1948. | 1953. | 1961. | 1971. | 1981. | 1991. | 2001. | 2011. | 2021. |

## Povijest
Prostor gornjeg Poilovlja kojem pripada i selo, bogat je šumama, vodom i kamenom, te je zbog toga nastanjen od davnina. Kraj je nastanjen već i u Rimsko doba, o čemu svjedoče ostaci ladanjskih kuća, na oranicama južno od Bastaja. Ondje je pronađen veoma vrijedan nalaz, ranokršćanski mramorni sarkofag iz 4. stoljeća. Nalazi govore da je dolinom rijeke Riječke prolazila rimska cesta prema istočnoj Podravini. Nedaleko Katinca, blizu rimskih lokaliteta, 7 km zračne linije udaljena, nalazi se i srednjovjekovna utvrda Stupčanica, kojoj povijest seže još u 13. stoljeće. Tursko osvajanje ovih krajeva 1544. utjecalo je na iseljavanje hrvatskih porodica i kmetova, i doseljavanja Srba stočara iz Bosne. To stanovništvo je čuvalo granicu na Ilovi, bilo oslobođeno nameta, te je povremeno i provaljivalo na zapad s turskim četama. Pokraj utvrda poput Stupčanice naseljavaju se Muslimani. Tako su se Srbi naselili u brežuljkastom predgorju Papuka i južnih padina Bilogore, jer su tu bili sigurni od čestih upada hrvatskih četa, koje su bile učestale u močvarnim nizinama Ilove. Povlačenjem Turaka u 17. stoljeću odlazi i muslimanski živalj koji je živio u gradovima, te ostaju rijetko naseljena sela u kojima žive Srbi. Čitav prostor nazivao se Ničija zemlja ili Mala Vlaška, zbog stanovništva koje je potjecalo od Vlaha.  Tako su nastala sela u ovoj regiji. Posljednja imigracija stanovništva u ovaj kraj vezana je uz plemićku obitelj Jankovića daruvarskih. Oni pozivaju stanovništvo iz čitave Habsburške monarhije da naseli opustjela područja. Doseljavaju Česi, Nijemci i Mađari. Tako nastaje i Đulovac oko 1852. Izgradnjom željeznice 1885. ovdje dolazi još veći broj mađarskog stanovništva, koji je mahom bio zaposlen u željezničarskoj službi. Šume se sve više koriste kao izvor drvne mase i prihoda. Katinac kao i okolna sela strahovito je stradao u drugom svjetskom ratu, kada je velik broj stanovništva odveden i pogubljen u Jasenovcu. Nakon drugog svjetskog rata većina njemačkog stanovništva se iseljava, a malobrojni ostaju i Mađari. Đulovcu sve više od tada gravitiraju srpske porodice iz okolnih sela. U domovinskom ratu većina srpskog stanovništva odlazi, a 1992., doseljavaju se Hrvati s Kosova. Od starosjedilačkog stanovništva ostaju pretežno stariji.
O prvom spomenu sela Katinac nigdje nema gotovo niti riječi. Pa čak niti u spisima o naseljavanju Srba u doba Osmanlija nigdje nema imena Katinac, dok se druga sela poput Potočana i Koreničana spominju. Moguće je da je selo tretirano, jer je malo, pod imenom nekog drugog mjesta. Ipak prvi detaljan popis stanovništva iz 1857. godine spominje selo, koje tada ima 131 dušu. Za ono vrijeme to nije mali broj ljudi, a pogotovo stoga što danas ima tek 166 stanovnika, zaključujemo da je selo postojalo i puno prije tog popisa. O njemu piše tek početkom 20. stoljeća Julije Kempf. Sigurni dokaz da je selo postojalo krajem 19. stoljeća daje tek kovanica od 1 fillira iz 1902. iskopana u zemljanim temeljima stare kuće. Danas se tu nalazi voćnjak.

## Gospodarstvo
Katinac je od svojeg postojanja tradicionalno bilo stočarsko selo. Većina žitelja se bavilo poljoprivredom. Tek izgradnjom moderne ceste, koja je asfaltirana 1974., selo biva bolje povezano s Daruvarom i ostalim naseljima. To utječe i na dnevne migracije stanovništva, pretežno u Daruvar, zbog zaposlenja. Željeznica ovuda prolazi još od konca 19. stoljeća, ali nema stanice za pristanak vlaka. Moderna željeznička stanica Potočani-Katinac izgrađena je tek 1987., do tada su stanovnici koristili stanicu u Đulovcu.
Selom koje ima po popisu stanovništva 166 žitelja, dominira pravoslavna crkva sv. Petra i Pavla, na čijem zvoniku piše godina 1926. svake godine pred crkvom na Topoli se slavi Petrovo. Preko puta crkve, nalazi se stara škola koju još spominje Julije Kempf u svojim putopisima. Na školi se nalazi spomen-ploča posvećena Vladimiru Popoviću, učitelju u Katincu, koji je kao antifašist pogubljen 1941. Ploču su podigli prosvjetni radnici iz tadašnjeg Miokovićeva. Tik do škole nalazi se i spomenik žrtvama Jasenovca. Na Katinačkom groblju nalazi se grob doktoru Dušanu Mihajlu Miokoviću, po kome je nekada Đulovac nosio ime. On se istakao u suzbijanju kolere u ljudi, koja je harala početkom 20. stoljeća. Budući da je selo malo, sva privreda se i danas bazira na poljoprivredi, pretežno stočarstvu. Nekada je na jugoistočnim padinama Bilogore, tik uz selo bilo vinograda, koje su imali imućniji stanovnici Đulovca. Tu su bile i vinogradarske kuće, kljeti. Najveće vinograde imale su porodice Štiglajter, Kovač i Zeman. Prema pričama starosjedilaca vinogradi su postojali još prije drugog svjetskog rata. Danas je međutim sve zapušteno, i od toga je ostala samo šuma, i dvije kljeti, od koje je jedna derutna. Ostala zemlja koju stanovnici zovu „brijeg“ i „brijeg švapski“, je prema pričama dobivena od države poslije rata. Vjerojatno je nacionalizirana, jer su joj vlasnici bili njemački žitelji, koji su nakon rata iselili. Odtuda je u narodu ostalo ime Švapski brijeg. Ipak tradicionalno, vinogradarstvo je ovdje prisutno i danas. Upravo vinarija Daruvar pod imenom Vinogradi Đulovac ovdje ima komplekse svojih vinograda. Svi se oni fizički nalaze u Katincu. Cjelokupni vinogradi daruvarske vinarije prostiru se na 160 ha.